# Carcinops latiuscula
Carcinops latiuscula är en skalbaggsart som beskrevs av G. Müller 1946. Carcinops latiuscula ingår i släktet Carcinops och familjen stumpbaggar. Inga underarter finns listade i Catalogue of Life.